# Actinidia macrosperma
Actinidia macrosperma är en tvåhjärtbladig växtart som beskrevs av Chou Fen g Liang. Actinidia macrosperma ingår i släktet aktinidiasläktet, och familjen Actinidiaceae. Utöver nominatformen finns också underarten 